# Rafael Castro (militar)
General Rafael Castro fue un militar mexicano que participó en la Revolución mexicana. Primero fue constitucionalista y después general de las fuerzas de Francisco Villa. El general Rafael Castro en enero de 1916 decidió atacar uno de los trenes en el que se encontraban 18 estadounidenses y participó en la Batalla de Columbus generando una línea de ataque contra las fuerzas estadounidenses junto a los generales Francisco Beltrán, Pablo López y el mismo Castro. En 1916, Venustiano Carranza declara fuera de la ley a Francisco Villa, Pablo López y a Rafael Castro.